# Graphania empyrea
Graphania empyrea är en fjärilsart som beskrevs av Hudson 1918. Graphania empyrea ingår i släktet Graphania och familjen nattflyn. Inga underarter finns listade i Catalogue of Life.